# Старий наїзник (фільм, 1940)
«Старий наїзник» (рос. «Старый наездник») — радянський художній фільм Бориса Барнета, знятий на кіностудії «Мосфільм» в 1940 році.

## Сюжет
Іван Сергійович Трофімов — наїзник на Московському Державному іподромі. Його стаж перевищив два десятка років, але останнім часом невдачі слідують одна за одною. Він приймає рішення залишити іподром і повертається в рідне село. Робота на колгоспній стайні допомогла повернути впевненість у власних силах. Всього за рік було підготовлено до стрибків чудового жеребеця Єгорку, який прийшов до фінішу першим, керований Васею Пічугіним, учнем Івана Сергійовича.

## У ролях
- Іван Скуратов —  Іван Сергійович Трофімов, старий наїзник
- Анна Комолова —  Маруся, його онука
- Леонід Кміт —  Вася Пічугін, колгоспний конюх
- Сергій Блинников —  Зот Якович, голова колгоспу
- Лідія Дейкун —  Євгенія Федорівна, районний лікар
- Іван Любєзнов —  Костя, колгоспний перукар
- В. Попов —  офіціант на скачках
- Федір Курихін —  Саша, гравець
- Володимир Лепко —  Анатолій Петрович, гравець
- Олександра Денисова —  Онися Павлівна

## Знімальна група
- Автор сценарію: Михайло Вольпін, Микола Ердман
- Режисер: Борис Барнет
- Оператор: Костянтин Кузнецов
- Художники: А. Бергер, В. Камський
- Композитор: Володимир Юровський